# Lothey
Lothey (tiếng Breton: Lotei) là một xã của tỉnh Finistère, thuộc vùng Bretagne, miền tây bắc Pháp.

## Dân số
Người dân ở Lothey được gọi là Lotheyens.